# Tomokazu Harimoto
Tomokazu Harimoto (japanisch 張本 智和, Harimoto Tomokazu; * 27. Juni 2003 als chinesisch 張智和, Pinyin Zhāng Zhìhé in Sendai, Präfektur Miyagi) ist ein japanischer Tischtennisspieler chinesischer Abstammung. Er gilt in der Tischtennisszene als Wunderkind, Jahrhunderttalent bzw. in Japan auch als kaibutsu (怪物, dt. etwa Monster, Ungeheuer – Person mit unerklärlicher Kraft – fig.), weil er bereits Erfolge vorweisen kann, die bisher erst deutlich ältere Spieler erreicht haben. In Deutschland wurde Harimoto durch die Berichterstattung über seine Auftritte bei der Weltmeisterschaft 2017 in Düsseldorf einer breiteren Öffentlichkeit bekannt. Unter anderem gewann er 2018 die World Tour Grand Finals und erreichte damit im Alter von 15 Jahren Platz 3 der Weltrangliste.

## Werdegang
Tomokazu Harimoto begann im Alter von 2 Jahren, Tischtennis zu spielen. International trat er seit 2014 an und konnte bereits Anfang 2015 zwei Top 100-Spieler schlagen. Im Oktober 2015 machte er auf sich aufmerksam, als er im Alter von 12 Jahren bei den Polish Open den in der Weltrangliste auf Position 72 geführten Tan Ruiwu besiegte und damit als jüngster Spieler der Geschichte die Hauptrunde eines World-Tour-Turniers erreichte. Dort traf er auf den amtierenden Weltmeister Ma Long und schied aus. Zu dieser Zeit trainierte er nach eigenen Angaben neun Stunden am Tag. Weitere Siege gegen teils deutlich höher platzierte Spieler gelangen ihm bei den Slovenia, Japan und Korea Open im Juni 2016. Immer noch 12 Jahre alt, zog er in Slowenien als bis dahin jüngster Spieler ins Viertelfinale eines World-Tour-Turniers ein und gewann in Japan Gold im U21-Wettbewerb. Dadurch machte er in der Weltrangliste über 100 Plätze gut und erreichte im Juli im Alter von 13 Jahren Rang 63; in der U18-Liste rückte er sogar auf den ersten Platz vor. Bei den Jugend-Weltmeisterschaften wurde er durch seinen Sieg im Einzel der jüngste Jugend-Weltmeister aller Zeiten und holte zusätzlich Gold mit dem Team und Silber im Doppel.
Im Februar 2017 stellte er durch seinen Finaleinzug bei den India Open mit immer noch 13 Jahren erneut einen Rekord auf und gewann seine erste World-Tour-Medaille im Erwachsenenbereich. Im Einzel nahm er außerdem an der Weltmeisterschaft 2017 im Mai/Juni teil, wo er unter anderem den Weltranglisten-Sechsten Jun Mizutani besiegte und das Viertelfinale erreichte, das er gegen Xu Xin verlor. Bei den China Open schlug er mit Vladimir Samsonov und Kōki Niwa weitere Topspieler, im Doppel mit Yūto Kizukuri kam er bis ins Finale. In der Weltrangliste rückte er so innerhalb von zwei Monaten von Platz 69 auf Platz 18 vor. Durch seinen Finalsieg über Timo Boll bei den Czech Open 2017 wurde er zum jüngsten Gewinner eines World-Tour-Einzelwettbewerbs. Außerdem qualifizierte er sich für die Grand Finals, bei denen er im Einzel-Viertelfinale Dimitrij Ovtcharov mit 3:4 und in der ersten Doppelpartie den späteren Siegern Masataka Morizono/Yūya Ōshima 2:3 unterlag. Bei der japanischen Meisterschaft im Januar 2018 schlug er im Finale Jun Mizutani und holte damit als bisher jüngster Spieler den Titel im Einzel. Im April nahm er zum ersten Mal am Asian Cup teil, wo er in der Gruppenphase unter anderem Chuang Chih-Yuan sowie den Weltranglistenersten und Vizeweltmeister Fan Zhendong schlagen konnte. Im Viertelfinale verlor er aber gegen Jeong Sang-eun und wurde nach Siegen über Wong Chun Ting und Kōki Niwa Fünfter. Bei der WM 2018 war er Teil des japanischen Teams, das als amtierender Vize-Weltmeister antrat, in der Gruppenphase aber überraschend gegen England und im Viertelfinale gegen Südkorea verlor und somit ohne Medaille ausschied.
Im Mai erreichte er zum ersten Mal einen Platz unter den Top 10, im Juni gewann er die Japan Open, nachdem er unter anderem den amtierenden Weltmeister Ma Long ausgeschaltet hatte. Bei seiner ersten Teilnahme am World Cup erreichte er das Viertelfinale, bei den Grand Finals Ende 2018 stellte er wieder einen Rekord auf, indem er als jüngster Spieler der Geschichte den Einzeltitel holte, wodurch er im Januar Weltranglistenplatz 3 erreichte. Bei der WM 2019 kam er ins Achtelfinale, beim World Cup im November/Dezember schlug er im Halbfinale Weltmeister Ma Long und gewann nach einer Finalniederlage gegen Fan Zhendong Silber. Im Einzel konnte er sich erneut für die Grand Finals qualifizieren, wo er im Viertelfinale nach vergebenen Matchbällen gegen Xu Xin ausschied. 2020 konnte er die Hungarian Open gewinnen und beim World Cup Bronze holen.
Harimoto nahm an den Olympischen Sommerspielen 2020 in Tokio teil. Im Einzelwettbewerb schied er überraschend gegen den Slowenen Darko Jorgić im Achtelfinale aus. Im Mannschaftswettbewerb gewann er mit dem japanischen Team im Spiel um den dritten Platz gegen das Team aus Südkorea die Bronzemedaille. Bei der Team-WM 2022 erreichte er mit Japan das Halbfinale, das mit 2:3 gegen China verloren wurde, wobei Harimoto aber seine beiden Einzel gegen Fan Zhendong und Wang Chuqin hatte gewinnen können.

## Persönliches
Harimotos Eltern sind ehemalige chinesische (Jugend-)Nationalspieler. Sein Vater Yu Zhang (張宇, heute: Yu Harimoto 張本 宇) und seine Mutter Ling Zhang (張凌, heute Rin Harimoto 張本 凌) emigrierten 1998 – fünf Jahre vor der Geburt ihres Sohnes – nach Japan, um dort als Tischtennistrainer zu arbeiten. Harimoto wurde in Sendai als Zhang, Zhihe (張智和) geboren. Mit der japanischen Staatsbürgerschaft erhielt er und seiner Familie japanische Namen. Er heißt seither 張本 智和 Harimoto Tomokazu. Seine jüngere Schwester Meihe (張美和 Zhang Meihe), heute Miwa (張本 美和 Harimoto Miwa), spielt ebenfalls erfolgreich Tischtennis und gewann 2015 die japanischen Meisterschaften in ihrer Altersgruppe.

## Turnierergebnisse
| Verband | Veranstaltung                | Jahr | Ort            | Land | Einzel        | Doppel        | Mixed         | Team          | U-21       |
| ------- | ---------------------------- | ---- | -------------- | ---- | ------------- | ------------- | ------------- | ------------- | ---------- |
| JPN     | Asian Cup                    | 2022 | Bangkok        | THA  | Gold          |               |               |               |            |
| JPN     | Asian Cup                    | 2019 | Yokohama       | JPN  | 4. Platz      |               |               |               |            |
| JPN     | Asian Cup                    | 2018 | Yokohama       | JPN  | 5. Platz      |               |               |               |            |
| JPN     | Asienmeisterschaft           | 2024 | Astana         | KAZ  | Gold          | Viertelfinale |               | 5. Platz      |            |
| JPN     | Asienmeisterschaft           | 2023 | Pyeongchang    | KOR  | letzte 64     |               | Viertelfinale | Viertelfinale |            |
| JPN     | Asienmeisterschaft           | 2019 | Yogyakarta     | IDN  | Halbfinale    |               |               | Halbfinale    |            |
| JPN     | Asienmeisterschaft           | 2017 | Wuxi           | CHN  | letzte 32     |               |               | Halbfinale    |            |
| JPN     | Asienspiele                  | 2022 | Hangzhou       | CHN  | Viertelfinale |               | Viertelfinale | Viertelfinale |            |
| JPN     | Olympische Spiele            | 2024 | Paris          | FRA  | Viertelfinale |               | Achtelfinale  | 4. Platz      |            |
| JPN     | Olympische Spiele            | 2021 | Tokio          | JPN  | Achtelfinale  |               |               | 3. Platz      |            |
| JPN     | Grand Smash                  | 2025 | Las Vegas      | USA  | Silber        | Achtelfinale  |               |               |            |
| JPN     | Grand Smash                  | 2024 | Dschidda       | KSA  | Achtelfinale  |               | Halbfinale    |               |            |
| JPN     | Grand Smash                  | 2024 | Singapur       | SGP  | Achtelfinale  |               | Halbfinale    |               |            |
| JPN     | Grand Smash                  | 2023 | Singapur       | SGP  | Achtelfinale  |               | Silber        |               |            |
| JPN     | WTT Series (Champions)       | 2025 | Yokohama       | JPN  | Gold          |               |               |               |            |
| JPN     | WTT Series (Contender)       | 2025 | Zagreb         | HRV  | Gold          |               | Halbfinale    |               |            |
| JPN     | WTT Series (Star Contender)  | 2025 | Chennai        | IND  | Achtelfinale  | Silber        |               |               |            |
| JPN     | WTT Series (Champions)       | 2025 | Chongqing      | CHN  | Halbfinale    |               |               |               |            |
| JPN     | WTT Series (Contender)       | 2025 | Maskat         | OMN  | Silber        | Gold          |               |               |            |
| JPN     | WTT Series (Star Contender)  | 2025 | Doha           | QAT  | Gold          | Silber        |               |               |            |
| JPN     | WTT Series (Champions)       | 2024 | Montpellier    | FRA  | Silber        |               |               |               |            |
| JPN     | WTT Series (Star Contender)  | 2024 | Bangkok        | THA  | Gold          | Gold          | Gold          |               |            |
| JPN     | WTT Series (Contender)       | 2024 | Tunis          | TUN  | Gold          | Gold          | Gold          |               |            |
| JPN     | WTT Series (Star Contender)  | 2024 | Ljubljana      | SLO  | Halbfinale    | Achtelfinale  | Gold          |               |            |
| JPN     | WTT Series (Contender)       | 2024 | Zagreb         | HRV  | Halbfinale    | Viertelfinale | Gold          |               |            |
| JPN     | WTT Series (Contender)       | 2024 | Rio de Janeiro | BRA  | letzte 32     |               | Silber        |               |            |
| JPN     | WTT Series (Contender)       | 2024 | Doha           | QAT  | Silber        |               |               |               |            |
| JPN     | WTT Series (Star Contender)  | 2024 | Doha           | QAT  | letzte 32     | Halbfinale    | Viertelfinale |               |            |
| JPN     | WTT Series (Contender)       | 2023 | Antalya        | TUR  |               |               | Gold          |               |            |
| JPN     | WTT Series (Star Contender)  | 2023 | Lanzhou        | CHN  | Viertelfinale |               | Silber        |               |            |
| JPN     | WTT Series (Champions)       | 2023 | Macau          | MAC  | Halbfinale    |               |               |               |            |
| JPN     | WTT Series (Star Contender)  | 2023 | Panaji         | IND  | Halbfinale    |               | Halbfinale    |               |            |
| JPN     | WTT Series (Contender)       | 2022 | Tunis          | TUN  | Achtelfinale  | Gold          | Gold          |               |            |
| JPN     | WTT Series (Champions)       | 2022 | Budapest       | HUN  | Gold          |               |               |               |            |
| JPN     | WTT Series (Star Contender)  | 2022 | Budapest       | HUN  | letzte 32     |               | Silber        |               |            |
| JPN     | WTT Series (Contender)       | 2022 | Zagreb         | HRV  | Achtelfinale  |               | Gold          |               |            |
| JPN     | WTT Series (Star Contender)  | 2021 | Doha           | QAT  | Gold          |               |               |               |            |
| JPN     | WTT Series (Contender)       | 2021 | Doha           | QAT  | Halbfinale    |               |               |               |            |
| JPN     | ITTF World Tour              | 2020 | Budapest       | HUN  | Gold          |               |               |               |            |
| JPN     | ITTF World Tour              | 2019 | Linz           | AUT  | Achtelfinale  | Qual.         | Gold          |               |            |
| JPN     | ITTF World Tour              | 2019 | Panagjurischte | BUL  | Gold          |               | Halbfinale    |               |            |
| JPN     | ITTF World Tour              | 2019 | Sapporo        | JPN  | letzte 32     |               | Silber        |               |            |
| JPN     | ITTF World Tour              | 2019 | Hongkong       | HKG  | Silber        |               | Achtelfinale  |               |            |
| JPN     | ITTF World Tour              | 2019 | Shenzhen       | CHN  | Halbfinale    |               | Viertelfinale |               |            |
| JPN     | ITTF World Tour              | 2018 | Olmütz         | CZE  | Halbfinale    | Viertelfinale |               |               |            |
| JPN     | ITTF World Tour              | 2018 | Panagjurischte | BUL  | Halbfinale    |               |               |               |            |
| JPN     | ITTF World Tour              | 2018 | Geelong        | AUS  | Halbfinale    |               |               |               |            |
| JPN     | ITTF World Tour              | 2018 | Kitakyūshū     | JPN  | Gold          | Viertelfinale | Viertelfinale |               |            |
| JPN     | ITTF World Tour              | 2018 | Bremen         | GER  | letzte 32     | Halbfinale    |               |               |            |
| JPN     | ITTF World Tour              | 2017 | Magdeburg      | GER  | letzte 32     | Silber        |               |               |            |
| JPN     | ITTF World Tour              | 2017 | Olmütz         | CZE  | Gold          |               |               |               |            |
| JPN     | ITTF World Tour              | 2017 | Chengdu        | CHN  | Halbfinale    | Silber        |               |               |            |
| JPN     | ITTF World Tour              | 2017 | Neu-Delhi      | IND  | Silber        |               |               |               | Halbfinale |
| JPN     | ITTF World Tour              | 2016 | Tokio          | JPN  | Qual.         |               |               |               | Gold       |
| JPN     | WTT Finals                   | 2024 | Fukuoka        | JPN  | Silber        | Viertelfinale |               |               |            |
| JPN     | WTT Finals                   | 2023 | Doha           | QAT  | Viertelfinale |               |               |               |            |
| JPN     | WTT Cup Finals               | 2022 | Xinxiang       | CHN  | Silber        |               |               |               |            |
| JPN     | WTT Cup Finals               | 2021 | Singapur       | SGP  | Silber        |               |               |               |            |
| JPN     | ITTF Finals                  | 2020 | Zhengzhou      | CHN  | Achtelfinale  |               |               |               |            |
| JPN     | ITTF World Tour Grand Finals | 2019 | Zhengzhou      | CHN  | Viertelfinale |               |               |               |            |
| JPN     | ITTF World Tour Grand Finals | 2018 | Incheon        | KOR  | Gold          |               |               |               |            |
| JPN     | ITTF World Tour Grand Finals | 2017 | Astana         | KAZ  | Viertelfinale | Viertelfinale |               |               |            |
| JPN     | Weltmeisterschaft            | 2025 | Doha           | QAT  | letzte 32     | Achtelfinale  |               |               |            |
| JPN     | Weltmeisterschaft            | 2024 | Busan          | KOR  |               |               |               | Viertelfinale |            |
| JPN     | Weltmeisterschaft            | 2023 | Durban         | RSA  | Viertelfinale | letzte 64     | Silber        |               |            |
| JPN     | Weltmeisterschaft            | 2022 | Chengdu        | CHN  |               |               |               | Halbfinale    |            |
| JPN     | Weltmeisterschaft            | 2021 | Houston        | USA  | letzte 64     | Achtelfinale  | Silber        |               |            |
| JPN     | Weltmeisterschaft            | 2019 | Budapest       | HUN  | Achtelfinale  | Achtelfinale  |               |               |            |
| JPN     | Weltmeisterschaft            | 2018 | Halmstad       | SWE  |               |               |               | Viertelfinale |            |
| JPN     | Weltmeisterschaft            | 2017 | Düsseldorf     | GER  | Viertelfinale |               |               |               |            |
| JPN     | World Cup                    | 2025 | Macau          | MAC  | Viertelfinale |               |               |               |            |
| JPN     | World Cup                    | 2024 | Macau          | MAC  | Halbfinale    |               |               |               |            |
| JPN     | World Cup                    | 2020 | Weihai         | JPN  | 3. Platz      |               |               |               |            |
| JPN     | World Cup                    | 2019 | Chengdu        | JPN  | Silber        |               |               |               |            |
| JPN     | World Cup                    | 2018 | Paris          | FRA  | Viertelfinale |               |               |               |            |
| JPN     | World Team Cup               | 2019 | Tokio          | JPN  |               |               |               | Halbfinale    |            |
| JPN     | Jugend-Weltmeisterschaft     | 2016 | Kapstadt       | RSA  | Gold          | Silber        |               | Gold          |            |